# Prix du meilleur créateur d'élément scénique du Syndicat de la critique
 (avril 2024).
Si vous disposez d'ouvrages ou d'articles de référence ou si vous connaissez des sites web de qualité traitant du thème abordé ici, merci de compléter l'article en donnant les références utiles à sa vérifiabilité et en les liant à la section « Notes et références ».
Le Prix du meilleur créateur d'élément scénique du Syndicat de la critique est une distinction artistique française récompensant les meilleurs techniciens de théâtre de l'année.

## Palmarès

### Meilleur décorateur/scénographe
- 1962-1963 : Jacques Le Marquet pour Lumières de bohème
- 1963-1964 : René Allio pour Tartuffe, mise en scène Roger Planchon, Théâtre de la Cité (Villeurbanne)
- 1964-1965 : Non décerné
- 1965-1966 : Jacques Dupont pour Le Prince travesti de Marivaux, mise en scène Jacques Charon, Comédie-Française
- 1966-1967 : Michel Raffaelli pour La Coupe d'argent de Sean O'Casey, mise en scène Guy Rétoré, Théâtre de l'Est parisien
- 1967-1968 : Non décerné
- 1968-1969 : Léonor Fini pour les décors et costumes du Concile d'Amour d'Oskar Panizza, mise en scène Jorge Lavelli, Théâtre de Paris
- (...) Non décerné
- 1984-1985 : Nicky Rieti pour Le Misanthrope de Molière, Bobigny
- 1985-1986 : Yannis Kokkos
- 1986-1987 : Ezio Frigerio pour les décors de Georges Dandin, L'Avare de Molière, mise en scène Roger Planchon, L'Opéra de quat'sous de Bertolt Brecht, et La Grande magie d'Eduardo De Filippo, mise en scène Giorgio Strehler
- 1987-1988 : ex æquo Richard Peduzzi pour Le Conte d'hiver de William Shakespeare, mise en scène Luc Bondy, Théâtre des Amandiers, et Nicolas Sire pour La Savetière prodigieuse de Federico Garcia Lorca, mise en scène Jacques Nichet, Centre dramatique de Montpellier, L'École des femmes et Dom Juan de Molière, mise en scène Marcel Maréchal, Théâtre national de Marseille, et La Double Inconstance de Marivaux, mise en scène Bernard Murat, Théâtre de l'Atelier
- 1988-1989 : Nicky Rieti pour La Forêt, Théâtre de Gennevilliers, La Nuit des chasseurs d'André Engel et Dominique Muller d'après Georg Büchner, Théâtre de la Colline, et Le Livre de Job mise en scène André Engel, Théâtre national de Chaillot
- 1989-1990 : Gilles Aillaud et Eduardo Arroyo pour La Mort de Danton de Georg Büchner, mise en scène Klaus Michael Grüber, Festival d'automne-Théâtre des Amandiers
- 1990-1991 : Chantal Gaiddon pour Couple ouvert à deux battants de Franca Rame et Dario Fo, mise en scène Jacques Échantillon, Sganarelle et Le Mariage forcé de Molière, Théâtre national de Strasbourg puis Théâtre La Bruyère
- 1991-1992 : Jean-Pierre Vergier pour Pandora de Jean-Christophe Bailly
- 1992-1993 : Matthias Langhoff pour Désir sous les ormes d'Eugene O'Neill qu'il a mis en scène, Théâtre de Bretagne, (Rennes)
- 1993-1994 : Rudy Sabounghi pour Dom Juan de Molière, mise en scène Jacques Lassalle, Comédie-Française
- 1994-1995 : Jacques Gabel pour Pièces de guerre d'Edward Bond, mise en scène Alain Françon, Festival d'Avignon, Compagnie, Celle-là de Daniel Danis, et Le Condor de Joël Jouanneau
- 1995-1996 : Nicky Rieti pour Napoléon et les Cent Jours de Christian Dietrich Grabbe, mise en scène Bernard Sobel, Théâtre de Gennevilliers
- 1996-1997 : Patrice Cauchetier
- 1997-1998 : Alain Chambot pour Les Fourberies de Scapin de Molière, mise en scène Jean-Louis Benoît, Comédie-Française
- 1998-1999 : Pierre Heydorff pour Casimir et Caroline d'Ödön von Horváth, mise en scène Jacques Nichet, TNT Toulouse, Théâtre de la Colline
- 1999-2000 :
- 2000-2001 : Romeo Castellucci pour Genesi, from the Museum of Sleep, mise en scène Romeo Castellucci, Societas Raffaello Sanzio
- 2001-2002 : Yves Collet pour Six personnages en quête d'auteur de Luigi Pirandello, mise en scène Emmanuel Demarcy-Mota, Théâtre de la Ville
- 2002-2003 : Philippe Marioge pour Platonov d'Anton Tchekhov, mise en scène Éric Lacascade
- 2003-2004 : Daniel Jeanneteau et Dominique Bruguière pour Pelléas et Mélisande de Maurice Maeterlinck, Théâtre Gérard-Philipe, et, avec la collaboration de Sallahdyn Kahatir, pour Variations sur la mort de Jon Fosse, Théâtre de la Colline
- 2004-2005 : Jean Haas, scénographe, et Dominique Fortin, lumières, pour Avis aux intéressés de Daniel Keene, mise en scène Didier Bezace, Théâtre de la Commune

### Meilleur créateur d'élément scénique
- 2005-2006 : Chantal Thomas pour Le Roi nu d'Evguéni Schwartz, mise en scène Laurent Pelly
- 2006-2007 : Éric Soyer pour la scénographie et les costumes de Les Marchands de Joël Pommerat
- 2007-2008 : Émilie Valantin pour Les Fourberies de Scapin de Molière et Vie du grand Dom Quichotte et du gros Sancho Pança d'António José da Silva
- 2008-2009 : Giorgio Barberio Corsetti et Cristian Taraborrelli pour Gertrud (le Cri) de Howard Barker, Odéon-Théâtre de l'Europe
- 2009-2010 : Malgorzata Szczesniak pour (A)pollonia au Festival d'Avignon et au Théâtre national de Chaillot et Un Tramway d'après Tennessee Williams à l'Odéon-Théâtre de l'Europe, mises en scène Krzysztof Warlikowski
- 2010-2011 : Chantal Thomas pour la scénographie de Mille francs de récompense de Victor Hugo, mise en scène Laurent Pelly, Théâtre national de Toulouse
- 2011-2012 : Christian Lacroix pour les costumes de Peer Gynt d'Henrik Ibsen, mise en scène Éric Ruf, Comédie-Française
- 2012-2013 : Éric Soyer pour la scénographie de Métamorphose d'après Kafka, mise en scène Sylvain Maurice, Théâtre national de Strasbourg, et la scénographie et la lumière de La Réunification des deux Corées de Joël Pommerat, Odéon-Théâtre de l'Europe
- 2013-2014 : Stéphane Braunschweig pour la scénographie de la pièce Le Canard sauvage d'Henrik Ibsen, dans sa mise en scène Théâtre national de la Colline
- 2014-2015 : Laurent Pelly pour les décors et les costumes de L'Oiseau vert de Carlo Gozzi, mise en scène Laurent Pelly, théâtre national de Toulouse
- 2015-2016 : Éric Ruf, Valérie Lesort et Carole Allemand pour Vingt mille lieues sous les mers de Jules Verne, mise en scène Christian Hecq et Valérie Lesort, Comédie-Française (Théâtre du Vieux-Colombier)
- 2016/2017 : Hubert Colas pour 2666 de Roberto Bolaño, mise en scène Julien Gosselin Festival d’Avignon, Théâtre de l’Odéon
- 2017/2018 : Emmanuel Clolus pour Tous des oiseaux, texte et mise en scène Wajdi Mouawad, Théâtre national de La Colline
- 2018/2019 : Christian Tirole et Jean-François Sivadier (scénographie) pour Un ennemi du peuple d’Henrik Ibsen, mise en scène de Jean-François Sivadier Théâtre de l’Odéon
- 2019-2020 : Stéphane Braunschweig pour Nous pour un moment
- 2020/2021 : Jean Bellorini et Véronique Chazal pour Le Jeu des ombres[1]
- 2021-2022 : Ariane Mnouchkine pour L’Île d’or[2]
- 2022-2023 : David Bobée et Léa Jézéquel pour Dom Juan de Molière[3]
- 2023-2024 : Emmanuelle Roy pour la scénographie de Neige de Pauline Bureau[4]